# Die Hochzeit (Oper)

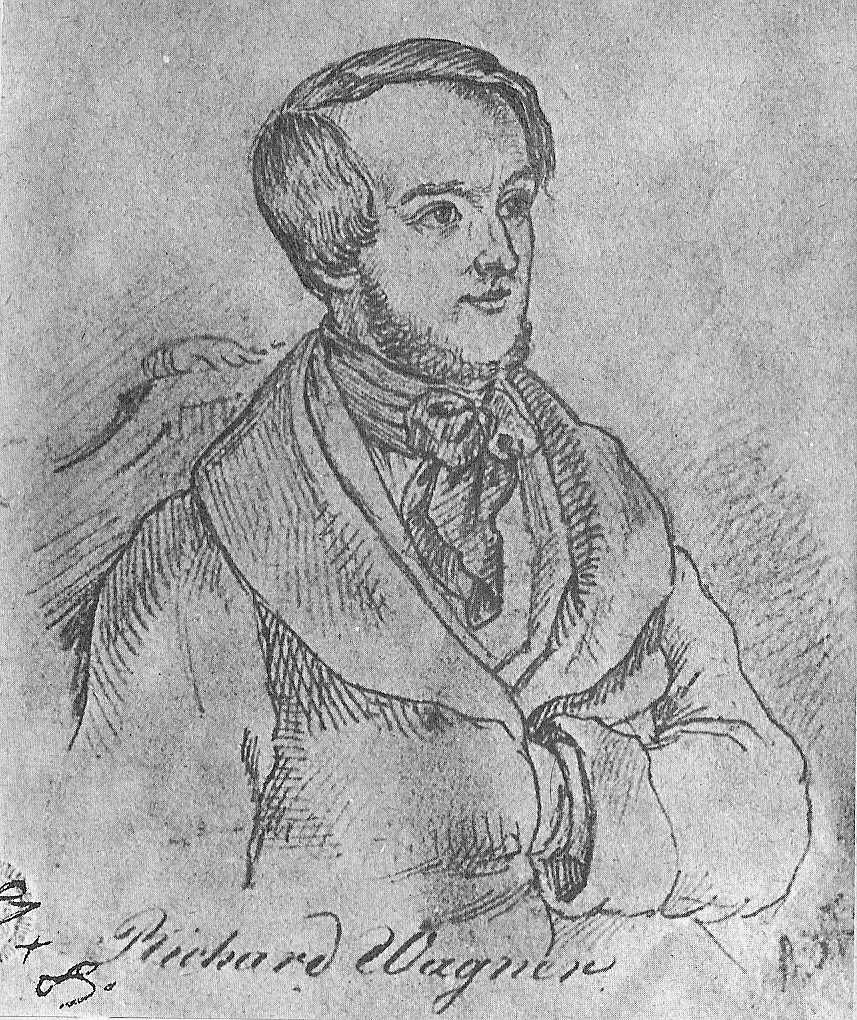
Der junge Wagner 1842

Die Hochzeit, WWV 31 ist eine unvollendete Oper von Richard Wagner. Wagner schrieb das Libretto und begann im Herbst 1832 im Alter von 19 Jahren mit der Komposition. Nachdem seine Schwester Rosalie, die Hauptunterstützerin und Wortführerin der Familie, ihr Missfallen zum Ausdruck gebracht hatte, verwarf Wagner das Projekt und vernichtete das Manuskript. Lediglich die Introduktion, ein Chor und ein Septett aus der Oper sind erhalten geblieben.

## Entstehung
Wagner hatte nach eigenen Angaben einige Jahre vor dem Entwurf des Librettos „in Büschings Buch einen tragischen Vorgang beiläufig angeführt gelesen“. Noch ganz in der Tradition der Erzählungen von E. T. A. Hoffmann entwarf Wagner eine Novelle, die im Gegensatz zur Vorlage in der Gegenwart auf dem Gut eines reichen Kunstfreundes spielen sollte. Er vollendete die Novelle jedoch nicht, sondern begann stattdessen während eines Aufenthaltes in Prag mit der Ausarbeitung des Librettos zu einer tragischen Oper.

## Handlung der Oper nach Wagners Angaben
Nach Wagners Autobiographie Mein Leben hatte die Oper folgenden Inhalt:
Zwei miteinander verfeindete Adels- oder Patriziergeschlechter sollen einander Urfehde schwören. Zum Zeichen dessen lädt das Familienoberhaupt der einen Partei auch den Sohn seines bisherigen Feindes zu einem Versöhnungsfest und der gleichzeitigen Hochzeit seiner Tochter ein. Während der Hochzeitsfeierlichkeiten wird der Sohn des Exfeindes von „düsterer Leidenschaft für die Braut“ ergriffen. Nachdem die Braut zu ihrem Turmgemach geleitet worden ist, wo sie auf ihren Bräutigam wartet, sieht sie plötzlich den Blick des Fremden vom Fenster aus auf sich gerichtet. Er dringt in ihr Gemach ein und umfasst sie leidenschaftlich. Es gelingt ihr, ihn zum Balkon zurückzudrängen und über die Brüstung zu stürzen.
Der Leichnam des Zerschmetterten wird von seinen Anhängern gefunden und diese schwören Rache. Jedoch gelingt dem greisen Familienoberhaupt, dem Vater der Braut, sie zu beschwichtigen. Der Tote soll mit großer Feierlichkeit im Beisein der verdächtigten Familie bestattet werden. Das Familienoberhaupt hofft gleichzeitig auf ein Gottesurteil, das beweisen soll, dass seine Familie unschuldig an dem Tod ist. Während der Vorbereitung der Trauerfeier verfällt die junge Frau immer mehr dem Wahnsinn. Sie weist den Bräutigam ab und verschließt sich in ihrem Turmgemach. Sie kehrt jedoch, geleitet von den Brautjungfern, zur Trauerfeier zurück. Während die Verwandten des Erschlagenen herandrängen, um Rache zu nehmen, sinkt sie vor dem Sarg entseelt zu Boden. Als die Verwandten des Toten nach dem Mörder fragen, deutet der Vater auf seine gestorbene Tochter.

## Weiteres Schicksal der Oper
Nach eigenen Angaben kehrte Wagner mit der fertigen Introduktion des ersten Aktes und einem „Adagio für Vokal-Septett“ zurück, in dem die Versöhnung der streitenden Familien, die Liebesschwüre des Brautpaares und die „düstere Glut des heimlich Liebenden“ anklingen.
Während sich Wagners Lehrer Christian Theodor Weinlig positiv äußerte, konnte sich seine Schwester Rosalie nicht mit dem Sujet anfreunden. Sie bemängelte vor allem die Düsterkeit des Stückes und den Mangel an versöhnlichen und freundlichen Szenen. Daraufhin vernichtete Wagner, dem sehr am Urteil seiner Schwester gelegen war, „ohne alle Leidenschaftlichkeit“ das Manuskript.
Allerdings blieben Teile des Werkes erhalten, darunter eine Skizze der Komposition, datiert „Leipzig den 5. Dezember 1832“. Noch am 1. März 1833 erstellte Wagner eine Abschrift der bereits auskomponierten Teile der Oper für den Musikverein in Würzburg, wo er im selben Jahr eine Stelle als Chordirigent antrat. Diese eigenhändige Abschrift ist erhalten geblieben und trägt folgende Widmung:
Fragment einer unvollendeten

Oper: Die Hochzeit

von

Richard Wagner.

Dem Würzburger Musikverein zum

Andenken verehrt.

Introduktion: Chor und Septett.

## Musik
Eine erste Ausgabe der Partitur des Fragments mit Introduktion, Eingangschor und dem Septett erschien 1912 im Verlag Breitkopf & Härtel. Im Rahmen der Gesamtausgabe von Wagners Werken erschien auch eine Neuausgabe des Opernfragments.
Ableitbar aus der Partitur hatte Wagner in der Oper sieben Gesangssolisten, zwei Soprane (Ada, Lora), drei Tenöre (Arindal, Harald, Admund), zwei Bässe (Cadolt, Hadmar), sowie einen gemischten Chor vorgesehen. Das Orchester bestand aus 2 Flöten, 2 Oboen, 2 Klarinetten in C, 2 Fagotten, 4 Hörnern in C, 2 Trompeten in C, Pauken und Streichern.

## Nachwirken und Parallelen
Aufgrund der Tatsache, dass die Introduktion und das Septett erhalten geblieben sind, machten Musikwissenschaftler wie Egon Voss weitere Rückschlüsse auf die Handlung und Vergleiche mit Wagners erster vollständig erhaltener Oper Die Feen. Vor allem fällt die Namensgleichheit auf. Ada und Arindal sind sowohl in den Feen als auch in dem Opernfragment das Protagonistenpaar. Auch ein Harald und eine Lora kommen in beiden Opern vor, was Voss aber eher für „zufällig“ hält. Der düstere Gegenspieler Cadolt aus der Hochzeit dagegen fehlt in den Feen. Daraus schließt Voss, dass Die Feen das versöhnlichere Gegenstück zur Hochzeit werden sollten, mit dem Wagner der Familie gegenüber seinen Sinneswandel beweisen wollte.